# 田中隼人
田中 隼人（たなか はやと、1979年1月7日 - ）は、日本の作曲家、編曲家、音楽プロデューサー。id Creators Apartment所属。東京都出身。

## 略歴・人物
作編曲家・音楽プロデューサーとして、20代前半のデビューから数多くのアーティストへの楽曲提供を行っている。
主なヒット曲は、映画「LIMIT OF LOVE 海猿」の主題歌である、伊藤由奈「Precious」や日本テレビ系「ズームイン!! SUPER」「ズームイン!! サタデー」テーマソングであった、FUNKY MONKEY BABYS「ヒーロー」など。
2003年から、Floor on the Intelligence（フロア・オン・ジ・インテリジェンス）名義でDJ活動を始め、ダンスミュージックを手掛けている。
配偶者はタレントの佐倉真衣（2015年結婚）。
2012年度の日本レコード大賞において、プロデュース作品が多数収録されたFUNKY MONKEY BABYSの『ファンキーモンキーベイビーズ4』が優秀アルバム賞を受賞。
2014年からはファンキー加藤のソロデビューシングル「My VOICE」のプロデュースのみならず、ライブツアー、TV出演等へのサポートメンバーとしてキーボード&DJとして参加。
テレビ朝日「今夜、誕生！音楽チャンプ」、MUSIC ON! TV「最新最速エンタメタイム CDET!」にレギュラーとして出演。テレビ、ラジオ等でも活動を広げている。
2017年に公開された映画『打ち上げ花火、下から見るか?横から見るか?』の主題歌であるDAOKO × 米津玄師「打上花火」の編曲を手掛け、YouTubeでは同曲のMVの再生回数が6億回を突破している。
フジテレビ系月9ドラマ「ナイト・ドクター」ではyama、eill、琴音、Tani Yuuki、三浦風雅など新進気鋭のアーティストたちが歌う劇中のオリジナルナンバー全5曲のプロデュースを務めた。
その他、CM音楽や劇中音楽なども多数手掛けている。
日本ソムリエ協会認定資格ワインエキスパート保持者。

## 楽曲提供、プロデュース等をした主なアーティスト

### グループ・ユニット
JO1、FUNKY MONKEY BABYS、Awesome City Club、Da-iCE、flumpool、ももいろクローバーZ、THE BEAT GARDEN、TRF、WEAVER、愛乙女★DOLL、w-inds.、Love Harmony's, Inc.、Re:Complex、アイカツスターズ！、元気ロケッツ、Juliet、アルスマグナ、9nine、Folder5、FLAME、Lead

### 女性アーティスト
伊藤由奈、YUKI、Uru、yama、Aimer、JUJU、May'n、May J.、Liella!、eill、水樹奈々、新垣結衣、倖田來未、逢田梨香子、高橋李依、前田佳織里、松下奈緒、DAOKO、田村ゆかり、琴音、戸松遥、安田レイ、小西真奈美、hiro、今井絵理子、上原多香子、国仲涼子、shela、福原遥、Yun*chi、Hana Hope、富士葵、Pile、fumika、山田優、椎名法子、上戸彩、MEG

### 男性アーティスト
ファンキー加藤、Tani Yuuki、Rude-α、SPICY CHOCOLATE、米津玄師、そらる、ナオト・インティライミ、モン吉、遊助、阪本奨悟

### 海外アーティスト
SE7EN、JYJ、S.E.S.、キム・ジョンフン、CODE-V、ユン・シユン

## 提供作品

### 「田中隼人」名義
| リリース日     | 曲名                                               | 収録された作品                                        |                                 |
| 2006年1月25日  | メランコリニスタ                                   | YUKI「メランコリニスタ」                              | 編曲                            |
| 2006年2月8日   | YOUNG MAN                                          | レイザーラモンHG「YOUNG MAN」                         | 編曲                            |
| 2006年2月15日  | Life signs again                                   | TRF「Lif-e-Motions」                                  | 編曲                            |
| 2006年2月22日  | Special Thanx!                                     | w-inds.「IT'S IN THE STARS」                          | 作曲・編曲                      |
| 2006年4月19日  | 宵待ちの花                                         | 田村ゆかり「銀の旋律、記憶の水音。」                  | 作曲・編曲                      |
| 2006年5月3日   | Precious                                           | 伊藤由奈「Precious」                                  | 作曲                            |
| 2006年5月3日   | I'm Free                                           | 伊藤由奈「Precious」                                  | 作曲・編曲                      |
| 2006年5月3日   | NAKED FEELS                                        | 水樹奈々「HYBRID UNIVERSE」                           | 作詞・作曲・編曲                |
| 2006年6月30日  | Earth Needs Love                                   | 楊玲楊晶「Earth Needs Love」                          | 編曲                            |
| 2006年8月2日   | miss you                                           | 田村ゆかり「童話迷宮」                                | 作曲・編曲                      |
| 2006年8月8日   | Everybody Don't stop love（whereby Japanese inst） | 尚華「WHEREBY」                                       | 編曲                            |
| 2006年8月9日   | stuck on you                                       | 伊藤由奈「stuck on you」                              | 作曲                            |
| 2006年10月25日 | シリウス                                           | John-Hoon「5 Stella Lights」                          | 編曲                            |
| 2007年1月24日  | Nobody Knows                                       | 伊藤由奈「HEART」                                     | 作曲・編曲                      |
| 2007年3月28日  | UNNAMED FEELING                                    | SE7EN「会いたい」                                     | 編曲                            |
| 2007年4月18日  | レッツ・ゴーコン大作戦～fulledition～              | UME。「レッツ・ゴーコン大作戦」                       | 編曲                            |
| 2007年5月9日   | Melody                                             | 田村ゆかり「星空のSpica」                             | 作詞・作曲・編曲                |
| 2007年6月6日   | Open Your Heart〜素顔のままで〜                    | JUJU「Open Your Heart〜素顔のままで〜」               | 共作詞・作曲                    |
| 2007年7月4日   | ありのまま                                         | SE7EN「ありのまま」                                   | 作曲・編曲                      |
| 2007年9月5日   | ENDLESS SORROW                                     | John-Hoon「君に出会った日から」                       | 作曲・編曲                      |
| 2007年9月5日   | Palm                                               | 山田優「fiesta! fiesta!」                             | 作曲・編曲                      |
| 2007年10月3日  | I'm in love                                        | MEG「OK」                                             | 編曲                            |
| 2007年10月17日 | 孤独                                               | John-Hoon「僕たち いつかまた…～ETERNITY～」           | 編曲・キーボード                |
| 2007年10月17日 | one love                                           | TRF「iNNOVATiON」                                     | 作曲・編曲                      |
| 2007年10月24日 | Urban Mermaid                                      | 伊藤由奈「Urban Mermaid」                             | 作曲                            |
| 2007年10月31日 | ぼくはサンタクロース                               | FUNKY MONKEY BABYS「もう君がいない」                  | 編曲                            |
| 2007年11月14日 | Promise on Christmas                               | 水樹奈々「GREAT ACTIVITY」                            | 作曲・編曲                      |
| 2007年12月12日 | モーニングショット                                 | FUNKY MONKEY BABYS「ファンキーモンキーベイビーズ2」   | 編曲・キーボード                |
| 2007年12月12日 | LAST HUG                                           | FUNKY MONKEY BABYS「ファンキーモンキーベイビーズ2」   | 編曲・キーボード                |
| 2008年2月20日  | GLASS RAIN                                         | John-Hoon「サクラTEARS」                              | 編曲・キーボード プログラミング |
| 2008年2月20日  | HEARTBEAT                                          | 伊藤由奈「WISH」                                      | 作曲・編曲・キーボード          |
| 2008年2月20日  | Unite As One                                       | 伊藤由奈「WISH」                                      | 編曲・キーボード                |
| 2008年3月19日  | Sunny Day                                          | 藤木一恵「Sunny Day」                                 | 作曲                            |
| 2008年3月26日  | 虹の架け橋                                         | FUNKY MONKEY BABYS「旅立ち」                          | 編曲                            |
| 2008年4月23日  | Paradise of Labyrinth                              | TRF「Live Your Days」                                 | 作曲・編曲                      |
| 2008年7月23日  | 拝啓、僕の未来へ。                                 | カルテット「拝啓、僕の未来へ。」                      | 編曲・キーボード                |
| 2008年9月3日   | naissance                                          | 戸松遥「naissance」                                   | 作曲                            |
| 2008年11月5日  | 希望の唄                                           | FUNKY MONKEY BABYS「希望の唄／風」                    | 共作曲・共編曲 キーボード       |
| 2008年11月5日  | 風                                                 | FUNKY MONKEY BABYS「希望の唄／風」                    | 共作曲・共編曲 キーボード       |
| 2009年1月28日  | 雪が降る街                                         | FUNKY MONKEY BABYS「雪が降る街」                      | 作曲・編曲・プロデュース        |
| 2009年2月4日   | ベストフレンド                                     | カルテット「ベストフレンド」                          | 編曲・キーボード                |
| 2009年2月18日  | Believe... feat. ラッパ我リヤ                      | HEARTLAND「Believe... feat. ラッパ我リヤ」            | 作曲・編曲                      |
| 2009年3月4日   | メロディーライン                                   | FUNKY MONKEY BABYS「ファンキーモンキーベイビーズ3」   | 作曲・編曲・キーボード          |
| 2009年3月4日   | おかえりなさい                                     | FUNKY MONKEY BABYS「ファンキーモンキーベイビーズ3」   | 共作曲                          |
| 2009年3月4日   | 太陽おどり～新八王子音頭～                         | FUNKY MONKEY BABYS「ファンキーモンキーベイビーズ3」   | リミックス                      |
| 2009年4月4日   | Life is beautiful                                  | Tomato n' Pine「Life is beautiful」                   | 作曲・プログラミング            |
| 2009年6月17日  | Heart will drive                                   | 新垣結衣「hug」                                       | 作曲・編曲                      |
| 2009年11月18日 | ヒーロー                                           | FUNKY MONKEY BABYS「ヒーロー／明日へ」                | 作曲・編曲・プロデュース        |
| 2009年11月25日 | Sing for you                                       | May J.×MAY'S「Sing for you」                          | 作曲・編曲・プロデュース        |
| 2010年1月27日  | 夢                                                 | FUNKY MONKEY BABYS「涙／夢」                          | 共作曲・編曲                    |
| 2011年12月21日 | ほんのり桜色                                       | 田村ゆかり「春待ちソレイユ」                          | 作曲・編曲                      |
| 2012年3月7日   | ダーリン、ダーリン                                 | 9nine「9nine」                                        | 作曲・編曲                      |
| 2012年6月27日  | 隣にいたかった feat. WISE                          | fumika「隣にいたかった feat. WISE」                   | 編曲・サウンドプロデュース      |
| 2013年1月30日  | クラウドライダー                                   | オムニバス「IA/02 -COLOR-」                           | 作曲・編曲                      |
| 2013年11月13日 | Your song*                                         | Yun*chi「Your song*」                                 | 作曲・編曲・プロデュース        |
| 2013年11月20日 | アジュールの実                                     | 田村ゆかり「螺旋の果実」                              | 作曲・編曲                      |
| 2014年10月15日 | I still love you                                   | Da-iCE「FIGHT BACK」                                  | 作曲・編曲                      |
| 2021年6月23日  | カメレオンシンドローム                             | 高橋李依「透明な付箋」                                | 編曲・プロデュース              |
| 2021年6月29 日 | Over the Time                                      | Tani Yuuki「Over the Time」                           | 作曲・編曲・プロデュース        |
| 2021年6月30日  | Walk with moments                                  | May'n「momentbook」                                   | 作曲・編曲・プロデュース        |
| 2021年7月3 日  | 吼えろ2021                                         | ももいろクローバーZ with ファンキー加藤「吼えろ2021」 | 作曲・編曲・プロデュース        |
| 2021年7月19日  | Start                                              | 三浦風雅「Start」                                     | 作曲・編曲・プロデュース        |
| 2021年8月6日   | マリッジソング                                     | THE BEAT GARDEN「余光」                               | 編曲・プロデュース              |
| 2021年8月6日   | 遠距離恋愛                                         | THE BEAT GARDEN「余光」                               | 編曲・プロデュース              |
| 2021年9月2日   | Sleepless Night                                    | yama「the meaning of life」                           | 作曲・編曲・プロデュース        |
| 2021年9月22日  | 君は生きてますか                                   | 琴音「君は生きてますか」                              | 作曲・編曲・プロデュース        |
| 2021年9月22日  | エール                                             | FUNKY MONKEY BΛBY’S「エール」                         | 作曲・編曲・プロデュース        |
| 2021年10月20日 | ノンフィクション!!                                 | Liella!!「ノンフィクション!!/ Starlight Prologue」    | 作曲・編曲                      |
| 2022年2月2日   | hikari                                             | eill「PALETTE」                                       | 編曲・プロデュース              |
| 2022年3月4日   | 飛べるから                                         | JO1「飛べるから」                                     | 作曲・編曲                      |
| 2022年3月9 日  | color                                              | Awesome City Club「Get Set」                          | 編曲・プロデュース              |
| 2022年5月25日  | 君のまま                                           | JO1「KIZUNA」                                         | 作曲                            |
| 2022年6月8日   | 君が好きだって言えたら                             | 福原遥「ハルカカナタヘ」                              | 作詞・作曲・編曲                |
| 2022年8月4日   | Start Over                                         | THE BEAT GARDEN 「Start Over」                        | 編曲・プロデュース              |
| 2023年3月15日  | 花香リ春薫ル                                       | 前田佳織里『未完成STAR』                              | 作詞・作曲・編曲                |
| 2023年3月29日  | 乙Sound                                            | FUNKY MONKEY BΛBY’S「ファンキーモンキーベイビーズＺ」 | 作曲・編曲・プロデュース        |
| 2023年3月29日  | ROUTE 16                                           | FUNKY MONKEY BΛBY’S「ファンキーモンキーベイビーズＺ」 | プロデュース                    |
| 2023年3月29日  | 君だけの歌                                         | FUNKY MONKEY BΛBY’S「ファンキーモンキーベイビーズＺ」 | 編曲・プロデュース              |
| 2023年3月29日  | エール                                             | FUNKY MONKEY BΛBY’S「ファンキーモンキーベイビーズＺ」 | 作曲・編曲・プロデュース        |
| 2023年3月29日  | ほろり                                             | FUNKY MONKEY BΛBY’S「ファンキーモンキーベイビーズＺ」 | 編曲・プロデュース              |
| 2023年6月14日  | Start Over                                         | THE BEAT GARDEN 「Bell」                              | 編曲・プロデュース              |
| 2023年6月14日  | あかり                                             | THE BEAT GARDEN 「Bell」                              | 編曲・プロデュース              |
| 2023年6月14日  | 初めて恋をするように                               | THE BEAT GARDEN 「Bell」                              | 編曲・プロデュース              |
| 2023年6月14日  | 夏の三角関係                                       | THE BEAT GARDEN 「Bell」                              | 編曲・プロデュース              |
| 2023年6月14日  | それなのにねぇなんで？                             | THE BEAT GARDEN 「Bell」                              | 編曲・プロデュース              |
| 2023年7月30日  | flowers                                            | Hana hope 「flowers」                                 | 作曲・編曲・プロデュース        |
| 2023年9月13日  | Act 2                                              | 逢田梨香子『Act 2』                                   | 作曲・編曲・プロデュース        |
| 2023年9月13日  | ハナウタとまわり道                                 | 逢田梨香子『Act 2』                                   | 作曲・編曲・プロデュース        |
| 2023年9月13日  | Brush Me Up!                                       | 逢田梨香子『Act 2』                                   | 作曲・編曲・プロデュース        |
| 2024年2月13日  | 優しい光                                           | ファンキー加藤「優しい光」                            | 作曲・編曲・プロデュース        |
| 2024年2月14日  | アンビバレント                                     | Uru 「アンビバレント」                                | サウンドプロデュース・編曲      |
| 2024年4月2日   | 旅のゆくえ                                         | Hana Hope 「旅のゆくえ」                              | サウンドプロデュース・編曲      |
| 2024年6月5日   | 最後の花火が上がる頃に                             | 前田佳織里「Grab the World」                          | 作詞・作曲・編曲                |
| 2024年6月30日  | Believe in You                                     | JO1 「Believe in You」                                | サウンドプロデュース・編曲      |
| 2024年9月2日   | アガリサガリ feat. R-指定 & CHEHON                 | SPICY CHOCOLATE「TOKYO HEART BEATS 2」                | 共編曲                          |
| 2024年9月2日   | 目玉焼き feat. GADORO & ARARE                      | SPICY CHOCOLATE「TOKYO HEART BEATS 2」                | 編曲                            |
| 2024年9月2日   | Run Bam Bam feat. POWER WAVE & Fuma no KTR         | SPICY CHOCOLATE「TOKYO HEART BEATS 2」                | 編曲                            |
| 2024年9月2日   | HAPPY LOVE feat. Hina (from FAKY) & SHuN-BOX       | SPICY CHOCOLATE「TOKYO HEART BEATS 2」                | 作曲・編曲                      |
| 2024年9月2日   | さよならじゃなくて feat. A夏目 & 4na               | SPICY CHOCOLATE「TOKYO HEART BEATS 2」                | 作曲・編曲                      |
| 2024年9月2日   | ぴかぴか feat. Spinna B-ILL & EXPRESS              | SPICY CHOCOLATE「TOKYO HEART BEATS 2」                | 作曲・編曲                      |
| 2024年9月2日   | 大器晩成 feat. NATURAL WEAPON & RAM HEAD           | SPICY CHOCOLATE「TOKYO HEART BEATS 2」                | 作曲・編曲                      |

### 「Haya10」名義
| リリース日     | 曲名                              | 収録された作品                                                                        |                  |
| 2001年2月15日  | 君のいない場所はどこも嫌いだよ    | shela「orange」                                                                       | 共編曲           |
| 2001年3月14日  | Dream of Life                     | 八反安未果「GRACE」                                                                   | 共編曲           |
| 2001年5月9日   | Heart goes on...                  | shela「COLORLESS」                                                                    | 編曲             |
| 2001年8月1日   | 大きなあなた小さなわたし          | shiina「大きなあなた小さなわたし」                                                    | 編曲             |
| 2002年1月23日  | 恋の風船                          | shiina「恋の風船／smile」                                                             | 編曲             |
| 2002年4月17日  | love you                          | hiro「love you」                                                                      | 編曲             |
| 2002年4月24日  | 誘惑アロマ                        | speena「眠れる森」                                                                    | 共編曲           |
| 2002年6月26日  | 片想い                            | shiina「propose」                                                                     | 共編曲           |
| 2002年7月10日  | オレンジ色の海                    | shiina「shiina」                                                                      | 共編曲           |
| 2002年7月10日  | 幸せくれた人                      | shiina「shiina」                                                                      | 共編曲           |
| 2002年7月17日  | Baby My Heart                     | Folder5「FIVE GIRLS」                                                                 | 編曲             |
| 2002年7月17日  | Still reminds me of you           | Folder5「FIVE GIRLS」                                                                 | 編曲             |
| 2002年7月17日  | 恋のかけら…（Featuring MOE）      | Folder5「FIVE GIRLS」                                                                 | 編曲             |
| 2002年10月30日 | BOYS' QUEST                       | FLAME「BOYS' QUEST」                                                                  | 編曲             |
| 2003年2月19日  | 大迷惑                            | speena「タナトス」                                                                    | 共編曲           |
| 2003年2月26日  | proof of life                     | 石田燿子「sweets」                                                                    | 共編曲           |
| 2003年3月5日   | Remind                            | FLAME「Remind」                                                                       | 編曲             |
| 2003年3月5日   | Don't look back                   | FLAME「Remind」                                                                       | 編曲             |
| 2003年4月25日  | 琉球ムーン                        | 国仲涼子「琉球ムーン」                                                                | 編曲             |
| 2003年4月25日  | 遠くで…                           | 国仲涼子「琉球ムーン」                                                                | 編曲             |
| 2003年5月21日  | SUPER LOVER〜I need you tonight〜 | w-inds.「SUPER LOVER〜I need you tonight〜」                                          | 編曲             |
| 2003年5月21日  | no one else                       | w-inds.「SUPER LOVER〜I need you tonight〜」                                          | 編曲             |
| 2003年6月25日  | Venus                             | FLAME「Venus」                                                                        | 編曲             |
| 2003年6月25日  | Vow                               | FLAME「Venus」                                                                        | 編曲             |
| 2004年2月18日  | 私のままで…                       | 国仲涼子「ふるさと」                                                                  | 編曲             |
| 2004年2月18日  | 涙くんさよなら                    | 国仲涼子「ふるさと」                                                                  | 編曲             |
| 2004年2月18日  | 白いブランコ                      | 国仲涼子「ふるさと」                                                                  | 編曲             |
| 2004年2月18日  | White;君に言えなかったこと        | 国仲涼子「ふるさと」                                                                  | 編曲             |
| 2004年2月18日  | コーヒーショップで                | 国仲涼子「ふるさと」                                                                  | 編曲             |
| 2004年2月18日  | 学生街の喫茶店                    | 国仲涼子「ふるさと」                                                                  | 編曲             |
| 2004年2月18日  | 草笛を吹こうよ                    | 国仲涼子「ふるさと」                                                                  | 編曲             |
| 2004年2月18日  | 寒い朝                            | 国仲涼子「ふるさと」                                                                  | 編曲             |
| 2004年2月18日  | ともだち                          | 国仲涼子「ふるさと」                                                                  | 編曲             |
| 2004年2月18日  | ごめんね…                         | 国仲涼子「ふるさと」                                                                  | 編曲             |
| 2004年2月18日  | 春の風                            | 国仲涼子「ふるさと」                                                                  | 編曲             |
| 2004年2月18日  | ふるさと                          | 国仲涼子「ふるさと」                                                                  | 編曲             |
| 2004年3月3日   | Dancing Star                      | ダリアンガールズ「Dancing Star」                                                      | 編曲             |
| 2004年11月3日  | Feel your Emotion                 | 松風雅也、遊佐浩二「Get Ride! アムドライバー キャラクターシングル Vol.2 Ragna&Sceve」 | 作詞・作曲・編曲 |

### 「Hayabusa」名義
| リリース日     | 曲名                                                  | 収録された作品                      |            |
| 2003年3月19日  | What Can I Do〜floatin' reflex REMIX〜／FLAME         | w-inds.、FLAME、Lead「buddies」     | リミックス |
| 2003年8月20日  | Love is message                                       | w-inds.「Love is message」          | 編曲       |
| 2003年8月20日  | Night Flight〜夜間飛行〜                              |                                     | 編曲       |
| 2003年12月17日 | Love Train                                            | w-inds.「w-inds.〜PRIME OF LIFE〜」 | 共編曲     |
| 2003年12月17日 | W.O.L.(Wonder Of Love)                                | w-inds.「w-inds.〜PRIME OF LIFE〜」 | 編曲       |
| 2003年12月17日 | so what?                                              | w-inds.「w-inds.〜PRIME OF LIFE〜」 | 編曲       |
| 2003年12月17日 | Dedicated to You                                      | w-inds.「w-inds.〜PRIME OF LIFE〜」 | 作曲・編曲 |
| 2003年12月17日 | Deny                                                  | w-inds.「w-inds.〜PRIME OF LIFE〜」 | 編曲       |
| 2005年4月13日  | Freedom No Rule                                       | Lead「あたらしい季節へ」            | 作曲・編曲 |
| 2005年8月10日  | Rock the House!!～roll start～                        | Lead「Lead! Heat! Beat!」           | 作曲・編曲 |
| 2005年8月10日  | Jump around                                           | Lead「Lead! Heat! Beat!」           | 作曲・編曲 |
| 2005年8月10日  | Rock the House!!～roll end～                          | Lead「Lead! Heat! Beat!」           | 作曲・編曲 |
| 2005年8月10日  | ベイビーランニングワイルド（Funny Honey Bunny Style） | Lead「Lead! Heat! Beat!」           | リミックス |

### 「Floor on the Intelligence」名義
| リリース日    | 曲名                                                                 | 収録された作品                      |                        |
| 2008年6月11日 | Star Line - Blue Line Mix by Floor on the Intelligence               | 元気ロケッツ「Star Line／Smile」    | リミックス             |
| 2008年11月5日 | ぼくはサンタクロース（DJケミカル & Floor on the Intelligence remix） | FUNKY MONKEY BABYS「希望の唄／風」  | リミックス・キーボード |
| 2009年4月4日  | Life is beautiful / Floor on the Intelligence Remix                  | Tomato n' Pine「Life is beautiful」 | リミックス             |
| 2009年5月13日 | two友（Remix Ver.）                                                  | ゆずグレン「two友」                 | リミックス             |
| 2014年2月5日  | Your song*                                                           | Yun*chi「Asterisk*」                | プロデュース           |

## ディスコグラフィ

### シングル
|          | リリース日    | タイトル                  |
| 配信限定 | 2009年4月1日  | LIGHT-EP                  |
| 1st      | 2009年6月3日  | ROMAHOLIC-EP              |
| 配信限定 | 2009年6月3日  | UNTOUCHABLE-EP            |
| 2nd      | 2009年6月11日 | Untouchable -promo edit.- |

### アルバム
|     | リリース日   | タイトル  |
| 1st | 2009年7月8日 | ROMAHOLIC |

### アナログ
| リリース日    | タイトル          |
| 2009年6月12日 | Untouchable／Fade |
| 2009年7月31日 | Undo EP           |

### 参加作品
| リリース日     | 曲名                 | 収録された作品                            |
| 2004年12月12日 | What You Need At All | Various Artists「LAXURY BEST HIT LOUNGE」 |

## 出演番組

### TV
| 番組名                                       | 期間           |              |
| TV朝日 「今夜、誕生!音楽チャンプ」           | 2017.6〜2018.3 | レギュラー   |
| CX「アウト✗デラックス」                      |                |              |
| MUSIC ON! TV「最新最速エンタメタイム CDET!」 | 2014.4～       | レギュラー   |
| CX 「ワラリズム」                            |                |              |
| NTV 「TOKYOヒットガール」                    |                |              |
| NTV「アイキャラ」                            |                |              |
| CSシアターテレビジョン 「NOUVE CHANNEL」     | 2012.4〜2013.4 | レギュラーMC |

### RADIO
| 番組名                                        | 期間           |          |
| ソラトニワFM 「Harajuku on the Intelligence」 | 2012.2〜2014.2 | メインMC |